# Juan de Polanco
Pour les articles homonymes, voir Polanco.
Juan Alfonso de Polanco, né le 16 décembre 1517 à Burgos (Espagne) et mort le 21 décembre 1576 à Rome, est un prêtre jésuite espagnol du XVIe siècle, qui fut à partir de 1547 le secrétaire et l'un des plus proches confidents d'Ignace de Loyola, fondateur de la Compagnie de Jésus puis l'assistant des deux premiers supérieurs généraux de l'Ordre.

## Biographie

### Entrée dans la Compagnie de Jésus
Polanco est issu d'une famille noble et riche originaire de Santillana del Mar, dans la région actuelle de Cantabrie. Sa famille était l'une des plus riches et des plus puissantes de Burgos, en Castille. Son arrière-grand-père fut l'exécuteur testamentaire de la reine Isabelle la Catholique. Très jeune, il alla étudier à Paris, puis à Rome. Son père lui procura une situation respectable de Scriptor apostolicus et de Comes palatinus au Saint-Siège pour 1000 ducats d'or.
Trois mois après son arrivée à Rome, il fit les Exercices spirituels sous la direction de saint Ignace. Il renonça à toutes ses charges pour rejoindre la résidence des Jésuites à Santa Maria degli Astalli. À l'âge de 24 ans, il entra dans la Compagnie de Jésus. Sa famille, et surtout son père, en fut choquée au point que toute relation fut rompue. Pendant de nombreuses années, ils n'eurent plus aucune correspondance et Juan ne revint jamais visiter ses proches à Burgos. Peu avant la mort de ses parents, il se réconcilia avec eux.

### Secrétaire d'Ignace de Loyola et de ses successeurs

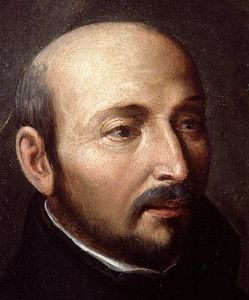
Saint Ignace de Loyola

En raison de ses dons et de ses talents de secrétaire et d'organisateur, il gagna la confiance totale du fondateur de l'ordre. Il acquit aussi une grande influence sur la structure interne de la Compagnie de Jésus jusqu'au quatrième Supérieur général. Il fut pendant neuf ans le bras droit de Loyola. Polanco fut ensuite pendant quatorze ans secrétaire de la Compagnie sous Diego Lainez et François Borgia, jusqu'en 1573.
Après avoir rédigé en espagnol, sous la conduite d'Ignace, les 'Constitutions de la Compagnie de Jésus', il en fit une traduction latine qui fut examinée et, avec à peine quelques modifications, promulguée par la première Congrégation générale (1558).
À la mort de François Borgia le 1er octobre 1572 Polanco, qui avait été nommé vicaire général de l'Ordre, convoqua la Congrégation générale. Tous le donnaient comme successeur de Borgia. Le pape Grégoire XIII donna l'instruction à l'Assemblée de ne pas choisir un Espagnol. Sur la requête d'une délégation de jésuites envoyée par la Congrégation générale (et conduite par Pierre Canisius), le pape retira sa demande. Le message était cependant passé. L'assemblée sélectionna dès le premier tour - à une étroite majorité de 27 suffrages sur 47 votants - le Belge Everard Mercurian comme nouveau supérieur. Ce même jour, le 23 avril 1573, le résultat fut annoncé à la grande satisfaction du pape.
Le Général avait quatre assistants. L'un d'entre eux était son secrétaire. Polanco occupa la fonction jusqu'à cette date. Afin de soulager la charge du Général, un aide lui fut accordé, un admoniteur. Cette charge fut aussi confiée à Juan de Polanco pendant toute cette période.

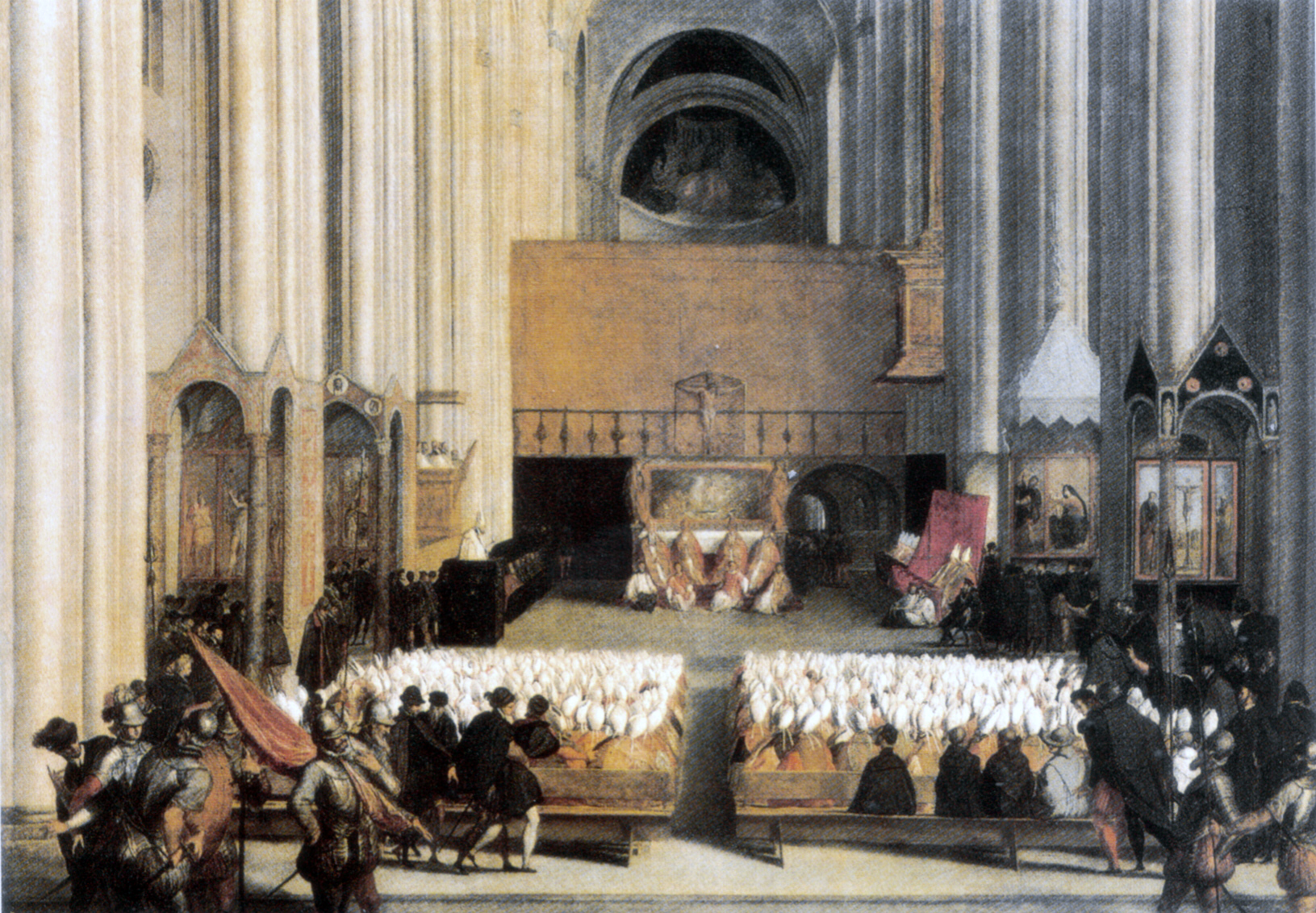
Clôture du Concile de Trente (toile attribuée à Paolo Farinati, 1563

À de nombreuses reprises, Polanco fut le compagnon de voyage des Supérieurs. Il accompagna Ignace à Naples en novembre 1552, Lainez en France en 1561, et Borgia en Espagne, au Portugal et en France. À la demande du pape, il accompagna aussi Diego Lainez au Concile de Trente.
Polanco fut la cheville ouvrière de l'organisation de la Compagnie pendant vingt ans mais aussi, un directeur spirituel exigeant. Il fut souvent consulté comme étant le meilleur connaisseur de la pensée de saint Ignace et ne se fit pas faute, à l'occasion, de rappeler aux Supérieurs que la correspondance directe entre un Jésuite et le Père Général ne devait pas être contrôlée par son Supérieur local.

### Le mémorialiste
À la mort de Borgia, Polanco fut remplacé par Antonio Possevino au poste de secrétaire, ce qui lui permit de se consacrer au travail d'écriture. Une biographie d'Ignace était requise, et surtout la réalisation des 'Chroniques' (le Chronicon de Polanco), œuvre de première importance pour l'histoire des premières années de la Compagnie de Jésus, sous le gouvernement d'Ignace de Loyola. Ces rapports annuels détaillés couvrent les années 1537 à 1556 en six volumes.
Ces activités incessantes minèrent sa santé. Transféré à Naples pour se rétablir avant de revenir à Rome, il mourut en 1576. Nul portrait de Polanco n'est connu.